# 懸川武史
懸川 武史（かけがわ たけし、1955年2月 - ）は、日本の教育学者である。群馬県館林市出身。 専門職学位課程実務家教員。群馬大学教育学部子ども総合サポートセンター長。
元群馬大学大学院教育学研究科教職リーダー講座教授。専門は学校臨床心理学。
現在、東群馬看護専門学校校長。

## 来歴・人物
- 1955年2月　群馬県館林市で出生
- 1970年3月　館林市立第一中学校卒業
- 1973年3月　群馬県立太田高等学校卒業
- 1977年3月　東京農業大学農学部卒業
- 1981年4月 - 1984年3月　太田市立韮川小学校教諭
- 1984年4月 - 1989年3月　板倉町立北小学校教諭
- 1989年4月 - 1990年3月　群馬県教育センター　教育相談課長期研修員（板倉町立北小置籍）
- 1990年4月 - 1992年3月　群馬県教育センター　教育相談課研究員（板倉町立北小置籍）
- 1992年4月 - 1998年3月　館林市教育委員会　学校教育課教育研究所主幹兼指導主事
- 1998年4月 - 2003年3月　群馬県総合教育センター　教育相談課充指導主事
- 2003年4月 - 2004年3月　群馬県総合教育センター 教育相談グループ充主任指導主事
- 2004年4月 - 2005年3月　群馬県総合教育センター 教育相談グループグループリーダー
- 2005年4月 - 2008年3月　館林市立第五小学校校長
- 2008年4月- 群馬大学大学院教育学研究科教職リーダー講座教授

- 2020年3月-退官　群馬大学　名誉教授
- 2020年4月-学校法人　平成学園　東群馬看護専門学校　学校長

長い教員生活を経て、現在に至る。趣味は海外旅行。

## 専門分野
学校臨床心理学

## 著書・論文

### 著書
- 分担執筆者　懸川武史　他抽出不可「”ウリ部分”をつける新しい教員研修」明治図書「学校マネジメント」45巻4号,45巻6～8号,45巻10号,45巻12～15号,46巻1～3号,2006年（4月）～2007年（3月）， 各号74頁～75頁
- 分担執筆者　新井肇　懸川武史　長島明純　中村豊　バーンズ亀山静子「第1章－１教育学と学校臨床心理学」「第2章－２生徒指導に活かす」編者　伊藤美奈子　相馬誠一　サイエンス社『グラフィック学校臨床心理学』，2010年，2頁～18頁,66頁～86頁
- 分担執筆者　懸川武史　他抽出不可「ピア・サポートによるいじめ予防」編者　今井五郎、嶋﨑政男、渡部邦雄 第一法規　学校教育相談の理論実践事例集　いじめの解明 追録第60～61号，2012年,　17頁（抜き刷り）
- 分担執筆者　相馬誠一　佐藤節子　懸川武史『いじめの予防　５ピア・サポート活動によるいじめ予防』「入門いじめ対策」学事出版，2012年、77頁～82頁
- 分担執筆者　懸川武史　他抽出不可「教育モデルとしてのピア・サポート」編者　能智　正博日本精神衛生会　心と社会No15143巻5号，2013年30頁～36頁

### 論文
- 懸川武史『 児童生徒と教師が互いに成長できる学習モデルの構築Ⅰ－仲間支援システムの活用をとおして－」 群馬県総合教育センター研究紀要９，2001年（3月），ｐｐ．67－78
- 小林澄子・懸川武史『 ピア・サポート・プログラムの総合的な学習の時間への位置づけと導入モデルの構築−生徒の対人関係能力の向上を目指して−」  群馬県総合教育センター研究紀要　205，2003年（3月），ｐｐ.859－891
- 横澤 敏朗　懸川 武史  『ピア・サポートにおける教師と生徒の関係性に関する質的研究　― トレーニング場面のプロトコル分析を通して ―」  群馬県総合教育センター研究紀要　205，2003年（3月），ｐｐ.892－900
- 奥山隆，懸川武史『適応指導教室をフィールドとした学校復帰モデルの試作－フィールドを通した不登校支援の質的研究」  群馬県総合教育センター研究報告書，211，2004年（3月），ｐｐ．802－821
- 田島育子，懸川武史『適応指導教室での学びによる不登校問題解決のためのモデル構築－「つなぐ」ことに視点を置いた学校システムの考察－」  群馬県総合教育センター研究報告書，2 11，2004年（3月），ｐｐ822－841
- 懸川武史『不登校問題の一考察　－モデル構築，脱構築－」  群馬大学教育実践研究２１，2004年（3月）ｐｐ．355－362
- 懸川武史『ピア・サポート活動と自己組織性」  ピア・サポート研究創刊号，2004年（3月），ｐｐ．43－47
- 懸川武史『ピア・サポートモデルによる学校マネジメントの実践」  群馬大学教育実践研究，第26号，2009年（3月），ｐｐ．155－162
- 古屋　健　懸川武史  『心理教育的集団リーダーシップ訓練の試み　－「心理教育的指導論」の実践と成果－」  群馬大学教育実践研究27，2010年（3月)，ｐｐ．245－254
- 懸川武史　新井肇　相馬誠一　八並光俊　花井正樹　金山健一　中村豊　西山久子　小林由美子　折原則子　金子恵美子  『学校カウンセラー資格取得者の実態および学会員の満足度についての調査」  学校教育相談研究，第21号，2011年（3月)．ｐｐ．68－75
- 長谷川雅美　松永あけみ　 懸川武史『生徒一人一人の自己肯定感を支える中学校家庭科の授業づくりの検討」  群馬大学教育実践研究29, 2012年（3月），ｐｐ．163－171
- 音山若穂　古屋健　懸川武史『心理教育的集団リーダーシップ訓練の試み(2) －授業前後におけるＴＥＧ項目の変化－」  群馬大学教育学部紀要人文・社会科学編,62,2013年（3月）,ｐｐ．169－178
- 古屋健　懸川武史　音山若穂『心理教育的集団リーダーシップ訓練の試み(3) -訓練プログラム試案-」  立正大学心理学研究所紀要,査11,2013年（3月）ｐｐ．25－44
- 古屋健　懸川武史　音山若穂『心理教育的集団リーダーシップ訓練の試み(4)リフレクション報告のテキストマイニング分析」  立正大学心理学研究年報4,2013年（3月），ｐｐ．21－32
- 齋藤佑　松永あけみ　懸川武史『中学生の規範意識を育てる「道徳の時間」 ―社会的領域理論を取り入れた授業の試み―」  群馬大学教育実践研究第30号，2013年（３月），ｐｐ．157－168
- 音山若穂・懸川武史・久保田純一・市村武文 『対話型アプローチによる特別活動の実践の試み －教職大学院「特別活動の課題と実践」を通して－」  群馬大学教育実践研究 31，2014年（3月），ｐｐ．185－196
- 古屋健　音山若穂　懸川武史『心理教育的集団リーダーシップ訓練の試み（5）－自記式評定尺度による訓練効果の評価」  立正大学心理学研究年報5,2014年(3月)，ｐｐ．27－36
- 音山若穂　古屋健　懸川武史『心理教育的集団リーダーシップ訓練の試み（6）-ＡＩミニ・インタビューによる授業・研修プログラム試案」  立正大学心理学研究所紀要12,2014年(3月)，ｐｐ．65－75
- 懸川武史　加藤涼子『学びのユニバーサルデザインによる授業デザイン」  群馬大学教育実践研究33，2016年（3月），ｐｐ．179－188
- 音山若穂　古屋健　懸川武史『心理教育的リーダーシップ訓練の試み（７）－看護実習指導者研修における実践と協同作業の認識との関連」  群馬大学教育学部紀要　人文・社会科学編,66, 2017年（3月），ｐｐ．221－230
- 小野澤清楓・懸川武史・音山若穂『オリエンテーリングを活用した中学生のピア・サポート活動の一実践」  教育実践研究　34，2017年（３月），ｐｐ．167－176
- 橋本麻理香・音山若穂・懸川武史『「道徳科」における道徳教育デザインの検討－学習プロセスによる教育実践を通して－」  群馬大学教育実践研究　35，2018年（3月），ｐｐ．245〜254
- 阿由葉恭代・懸川武史・音山若穂『ファシリテーション技法を活用した小学校学級活動の指導法に関する一実践」  群馬大学教育実践研究　35，2018年（3月），ｐｐ．287－298
- 大島みずき・岡本梨惠子・音山若穂・懸川武史『児童の「気付き」を促進する生活科指導法の工夫」  群馬大学教育実践研究　35，2018年（3月），ｐｐ．317〜325
- 音山若穂・小野澤清楓・懸川武史『総合的な学習の時間の指導法に関する一検討  ―ピア・サポートモデルによる協働的な学び―  群馬大学教育実践研究　36，2019年（3月），ｐｐ． 227～236
- 福島裕美・大島みずき・懸川武史『「思考力・判断力・表現力を育む図画工作科指導～「つくる，みる，振り返る」の循環システムを取り入れた授業づくりを通して～」  群馬大学教育実践研究　36，2019年（3月），ｐｐ．259～270
- 片貝ひろみ・大島みずき・懸川武史『 自分の考えをもち、考えを深められる生徒を育てる中学校国語科の学習指導～内言の外言化と対話を通して～」  群馬大学教育実践研究　36，2019年（3月），ｐｐ．271～278
- 懸川武史『ピア・サポートマネジメントの検討」群馬大学教育実践研究　37，2020年（3月）pp.　277～286
- 栁田景子・大島みずき・懸川武史『一人一人のニーズに合った学び方で主体的に学ぶ児童の育成―小学校算数科におけるUDLガイドラインを活用した学習支援を通して―」群馬大学教育実践研究　38，2021年（3月）pp.351～361

## 所属
- 日本ピア・サポート学会
- 日本生徒指導学会
- 日本学校教育相談学会